# شريل (مسلسل تلفزيوني)
شريل (شريل) هو مسلسل كوميدي أمريكي تم تطويره بواسطة أيدي براينت وأليكسندرا راشفيلد وليندي ويست ، استنادًا إلى كتاب ويست Shrill: Notes from a Loud Woman .  عُرض المسلسل لأول مرة على منصة هولو في 15 مارس 2019، حيث تولى براينت دور البطولة.
يحكي الفيلم قصة “آني”، شابة ممتلئة تسعى لتغيير حياتها دون المساس بجسدها. تحاول آني تحقيق النجاح كصحفية بينما تواجه تحديات متعددة، منها علاقتها مع صديقها السيئ، مرض والديها، وضغوط رئيسها المتطلب. وعلى الرغم من نظرة المجتمع السلبية تجاهها بسبب وزنها، تبدأ آني في إدراك قيمتها الحقيقية وتتصرف وفقًا لذلك 

## الممثلين والشخصيات

### رئيسي
- إيدي براينت  تجسد الشخصية الرئيسية آني إيستون، وهي صحفية تعمل في مجلة “ذا ثرون”. في الحلقة الأولى، تمت ترقيتها من قسم تحرير التقويم. آني، التي تبلغ أواخر العشرينات من عمرها، تتميز بذكائها الكبير وتفاؤلها، وتسعى باستمرار لتحقيق النجاح والتغلب على التحديات التي تواجهها في حياتها
- لولي أديفوب  تلعب فران دور أفضل صديقة لآني منذ أيام الكلية، وهي شخصية نشأت في المملكة المتحدة. تعيش فران مع آني ويتشاركان معًا تربية كلب يدعى بونكرز. فران تواعد النساء، بينما كان شقيقها لامار معجبًا بآني منذ سنوات. ولكن للأسف، يقيم لامار في لندن
- لوكا جونز  يجسد ريان أحد أصدقاء آني المقربين. يعمل في متجر لبيع الأدوات، ويُعرف بكسله في أغلب الأحيان، لكنه يُظهر ذكاءً لافتًا عندما يبذل جهدًا حقيقيًا. (ظهر كشخصية رئيسية في الموسمين الأول والثاني، وشخصية متكررة في الموسم الثالث)
- جون كاميرون ميتشل  يجسد جابي باريش دور رئيس آني ورئيس تحرير مجلة “ذا ثرون”، وهو أيضًا مغنٍ بانك سابق.  في البداية، ظهر كخصم وعدو لآني خلال الموسم الأول، لكن علاقتهما تطورت وأصبحت أفضل مع مرور الوقت. في الموسم الثالث، يبدأ في كتابة مذكرات تسلط الضوء على حياته المبكرة وبداية مجلة “ذا ثرون” جابي لديه زوج.
- إيان أوينز يجسد شخصية أمادي، الصديق المقرب لآني. يعمل معها في مجلة “ ذا ثرون” ويتم ترقيته إلى منصب مدير الموارد البشرية خلال الموسم الثاني
- باتي هاريسون  تجسد روثي دور موظفة الاستقبال في مجلة “ذا ثورن”، حيث كانت شخصية متكررة في الموسمين الأول والثالث، وأصبحت ضمن الشخصيات الرئيسية في الموسم الثاني

### يتكرر
- جوليا سويني  تجسد فيرا إيستون دور والدة آني، وهي شخصية متسلطة تسعى دائمًا للتدخل وحل مشكلات ابنتها بنفسها. مع مرور الوقت، تبدأ فيرا بمعاملة آني كشخص بالغ. تعاني فيرا من ضغوط شديدة نتيجة إصابة زوجها بالسرطان، مما يجعلها أحيانًا تفقد أعصابها وتهاجم آني، لكنها في النهاية تظهر حبها الكبير لها
- دانيال ستيرن  يجسد بيل إيستون دور والد آني، وهو شخصية أقل تحكمًا من فيرا. يُصوَّر على أنه أخرق وسخيف، لكنه يهتم بشدة بابنته وزوجته وله علاقة وثيقة مع فران. • شون تارجيوتو في دور أنجوس، مراسل في صحيفة “ثورن” وصديق مقرب لكل من آني وأمادي.  • سكوت إنجدال في دور آندي، مراسل كبير السن في صحيفة “ثورن” الذي يكن إعجابًا لجابي، رغم أن جابي يعامله وكأنه مصدر إزعاج. في حلقة الموسم الثاني “سكيت”، يتم الكشف عن أن آندي يعيش حياة مزدوجة كمنتج

```
موسيقى إلكترونية
 و دي جي، ويطلق عليه لقب "دي جي فوشيوند".
```

- دانا ميليكان في دور كيم، مراسلة في ذا ثرون (الموسم الأول)
- جو فايرستون بدور مورين، وهي مصورة فوتوغرافية في ذا ثورن معجبة بآني بشكل كبير وتصبح صديقة مقربة لها مع تقدم العرض.
- كونر أومالي في دور ريجي، رجل التوزيع في ذا ثورن .
- تومي سنيدر بدور مايك، الأخ الأصغر لريان وزميله في السكن (الموسم الأول؛ ضيف الموسمين الثاني والثالث)
- مايكل ليو بدور بيت، صديق رايان وزميله السابق في العمل وزميله في السكن (الموسم الأول؛ ضيف الموسم الثاني)
- غاري ريتشاردسون في دور "التقويم" كودي، محرر التقويم الجديد في ذا ثرون والذي يحظى بشعبية بين الموظفين. (المواسم 2-3)
- ER Fightmaster بدور إيميلي، أو إيم، شريكة فران الرومانسية. يبدأون في المواعدة في نهاية الموسم الثاني بسبب اعترافهما بمشاعرهما تجاه بعضهما البعض، إلا أنهما يواجهان مشاكل في العلاقة عندما لا ترغب فران في الانتقال للعيش معهما (المواسم 2-3).
- إليانا دوغلاس بدور شيلا برانش، ناشرة مجلة ذا ثرون (المواسم 2-3)
- أنتوني أوبيربيك في دور نيك باول، رسام توضيحي لمسلسل ذا ثرون (الموسم 3؛ الموسم الضيف 2)
- كاميرون بريتون في دور ويل نولان، أحد أصدقاء آني وهو أيضًا أفضل صديق لأمادي (الموسم 3). انفصل ويل عن زوجته ميكايلا التي كان يواعدها منذ أن كانا في المدرسة الثانوية.

### الضيوف
- جويل كيم بوستر في دور توني، زوج جابي الذي يعمل مصورًا فوتوغرافيًا (يظهر مرة واحدة في كل موسم)
- فريد أرميسين في دور بونجو، صديق جابي وزميله السابق في الفرقة والذي بدأ أيضًا ذا ثرون معه (الموسم 3)

### الموسم الثالث (٢٠٢١)
في ١٣ يونيو ٢٠١٨، تم الإبلاغ عن أن هولو قد أعطت الإنتاج أمرًا مباشرًا للمسلسل.  في ١ أغسطس ٢٠١٨، تم تأكيد ترتيب المسلسل وتم توضيح أنه للموسم الأول يتكون من ست حلقات. وأعلن أيضًا أن الحلقة الأولى من المسلسل ستكون من إخراج جيسي بيريتز والثانية من إخراج كاري براونشتاين . بالإضافة إلى ذلك، تمت إضافة راشفيلد وويست كمنتجين تنفيذيين، وبراينت كمنتج تنفيذي مشارك، ودانا شيندر كمنتجة. 

### صب
إلى جانب الإعلان الأولي عن التطوير، تم التأكيد على أن إيدي براينت ستشارك في بطولة الإنتاج.  إلى جانب تأكيد طلب المسلسل، تم الإعلان عن أن المسلسل سيشارك في بطولته لولي أديفوب ، ولوكا جونز ، وإيان أوينز، وجون كاميرون ميتشل .  في ٥ سبتمبر ٢٠١٨، تم الإعلان عن اختيار جوليا سويني للقيام بدور البطولة. 

### التصوير
تم التصوير الرئيسي للموسم الأول من أسبوع ٣٠ يوليو ٢٠١٨ حتى أسبوع ١٠ سبتمبر ٢٠١٨ في بورتلاند، أوريغون .   بدأ تصوير الموسم الثاني في يوليو ٢٠١٩ حتى أسبوع ٧ سبتمبر ٢٠١٩، مرة أخرى في بورتلاند.   بدأ تصوير الموسم الثالث في أكتوبر ٢٠٢٠، وانتهى في ٢٦ ديسمبر ٢٠٢٠،  بسبب جائحة كوفيد-١٩ المستمرة. بالمصادفة، بدأ التصوير في الوقت الذي عادت فيه براينت لموسمها التاسع في ساترداي نايت لايف( حياة ليلة السبت) ، لذا أخذت إجازة من اس ان ال لتصوير الموسم (ظهرت في الحلقة الأولى من الموسم، وظهرت مرة واحدة في جزء مسجل مسبقًا في الحلقة الثالثة، خلال النصف الأول من الموسم). 

## يطلق
عُرض المسلسل لأول مرة عالميًا خلال مهرجان ساوث باي ساوث ويست السينمائي لعام ٢٠١٩ في أوستن بولاية تكساس كجزء من سلسلة عروض "ايبسوديك بريميرس" الخاصة بالمهرجان. 

## استقبال

### الاستجابة الحرجة
على موقع تجميع المراجعات  روتين توميتوز ، حصل الموسم الأول على نسبة موافقة بلغت ٩٣% بناءً على ٥٤ مراجعة، مع متوسط تقييم٧.٩١ /١٠. يقرأ الإجماع النقدي للموقع الإلكتروني، "التعليقات الاجتماعية الحادة والأداء المميز من إيدي براينت يساعدان Shrill على التغلب على حساسياته الكوميدية المألوفة لإنشاء عرض يثبت أن قبول الذات ليس مقاسًا واحدًا يناسب الجميع."  على ميتاكريتيك، حصل الموسم الأول على درجة ٧٤ من ١٠٠، بناءً على مراجعات من ٢٧ ناقدًا، مما يشير إلى "مراجعات إيجابية بشكل عام". 
أعطت كيلي لولر من يو إس إيه توداي المسلسل مراجعة إيجابية، ووصفته بأنه "تصوير أصيل لا يتزعزع لامرأة سمينة في العالم الحديث" واعترف بأنه "يتجاوز الإيجابية ويهدف إلى قبول السمنة".  أشادت ليندا هولمز من برنامج   بوب كالتشر هابي أور، وهي بدينة، بالكتاب لإعطاء البطل أفضل السطور، بدلاً من تسليمها إلى شخصيات ثانوية أو داعمة. يكتب هولمز: "إن رؤيتها تؤدي مثل هذه المادة القوية أمر ممتع". 
أعطت صحيفة واشنطن بوست المسلسل مراجعة أكثر سلبية، وكتبت، " شريل هو في الغالب مجرد عرض آخر يريد السخرية مع طرح نقاط لا جدال فيها حول الأخلاق الحديثة."  انتقدت روبين بحر من هوليوود ريبورتر المسلسل، حيث افتتحت بقولها، "تحذير: كتبت امرأة سمينة هذه المراجعة" وذكرت لاحقًا أن العرض "ليس حادًا كما ينبغي أن يكون".  كما انتقدت كتابة العرض قائلةً: "علاقاتها غير متطورة للغاية بحيث لا يمكن الاستثمار فيها عاطفياً".  كما انتقد فيرن جاي من نيوزداي المسلسل، وكتب: "غالبًا ما يبدو شريل أشبه بتلك التكرارات الموسعة أكثر من كونه مسلسلًا متطورًا بالكامل". 

### الجوائز
| سنة  | جائزة                 | فئة                                         | المرشح(ون) | نتيجة  | Ref. |
| ---- | --------------------- | ------------------------------------------- | --- | ------ | ---- |
| ٢٠٢٠ | جوائز أرتيوس          | الحلقة التجريبية والموسم الأول من الكوميديا | style="background: #FFCCCC; color: black; vertical-align: middle; text-align: center; " class="no table-no2"\|رُشِّح              | [ 21 ] |      |
| ٢٠٢٠ | جوائز NAACP للصور     | أفضل إخراج لمسلسل كوميدي                    | style="background: #FFCCCC; color: black; vertical-align: middle; text-align: center; " class="no table-no2"\|رُشِّح              | [ 22 ] |      |
| ٢٠٢١ | جوائز إيمي برايم تايم | أفضل ممثلة رئيسية في مسلسل كوميدي           | ايدي براينت\|style="background: #FFCCCC; color: black; vertical-align: middle; text-align: center; " class="no table-no2"\|رُشِّح | [ 23 ] |      |
| ٢٠٢٢ | جوائز GLAAD الإعلامية | أفضل مسلسل كوميدي                           | style="background: #FFCCCC; color: black; vertical-align: middle; text-align: center; " class="no table-no2"\|رُشِّح              | [ 24 ] |      |

## روابط خارجية
- شريل اون هولو
- شريل  على قاعدة بيانات الأفلام على الإنترنت (بالإنجليزية).[1]
- Official screenplay of the series finale

1. ↑  سجل معرف الترفيه، QID:Q5323129